# Landesregierung und Stadtsenat Körner III
Landesregierung und Stadtsenat Körner III war die Bezeichnung für die Wiener Landesregierung und den Wiener Stadtsenat unter Bürgermeister und Landeshauptmann Theodor Körner zwischen 1949 und 1951. Die Landesregierung Körner III amtierte von der Angelobung der Regierung am 5. Dezember 1949 bis zum Rücktritt Körners als Bürgermeister am 18. Juni 1951. Während der Amtsperiode schied zunächst Anton Rohrhofer (ÖVP) am 14. März 1950 aus dem Amt, ihm folgte am 20. März Ernst Robetschek nach. Am 31. August 1950 legte der Stadtrat für städtische Unternehmungen Erich Exel sein Amt nieder und wurde am 29. September 1950 durch den bisherigen Wirtschaftsstadtrat Richard Nathschläger ersetzt. Auf Nathschläger folgte Franz Bauer als Wirtschaftsstadtrat. Die Wahl der Landeshauptmann-Stellvertreter erfolgte am 15. Dezember 1949 durch die Wiener Landesregierung.

## Regierungsmitglieder
| Amt                                                                           | Name                 | Partei | Ressorts                                                                       |
| ----------------------------------------------------------------------------- | -------------------- | ------ | ------------------------------------------------------------------------------ |
| Landeshauptmann Bürgermeister                                                 | Theodor Körner       | SPÖ    |                                                                                |
| 1. Landeshauptmann-Stellvertreter 1. Vizebürgermeister Amtsführender Stadtrat | Lois Weinberger      | ÖVP    | Gesundheitswesen (Verwaltungsgruppe V)                                         |
| 2. Landeshauptmann-Stellvertreter 2. Vizebürgermeister Amtsführender Stadtrat | Karl Honay           | SPÖ    | Wohlfahrtswesen (Verwaltungsgruppe IV)                                         |
| Amtsführender Stadtrat                                                        | Franz Fritsch        | SPÖ    | Personalangelegenheiten, Verwaltungs- und Betriebsreform (Verwaltungsgruppe I) |
| Amtsführender Stadtrat                                                        | Johann Resch         | SPÖ    | Finanzwesen (Verwaltungsgruppe II)                                             |
| Amtsführender Stadtrat                                                        | Johann Mandl         | SPÖ    | Kultur und Volksbildung (Verwaltungsgruppe III)                                |
| Amtsführender Stadtrat                                                        | Franz Jonas          | SPÖ    | Bauangelegenheiten (Verwaltungsgruppe VI)                                      |
| Amtsführender Stadtrat                                                        | Ernst Robetschek     | ÖVP    | Baubehördliche und sonstige technische Angelegenheiten (Verwaltungsgruppe VII) |
| Amtsführender Stadtrat                                                        | Leopold Thaller      | SPÖ    | Wohnungs-, Siedlungs- und Kleingartenwesen (Verwaltungsgruppe VIII)            |
| Amtsführender Stadtrat                                                        | Franz Bauer          | ÖVP    | Wirtschaftsangelegenheiten (Verwaltungsgruppe IX)                              |
| Amtsführender Stadtrat                                                        | Josef Afritsch       | SPÖ    | Allgemeine Verwaltungsangelegenheiten (Verwaltungsgruppe X)                    |
| Amtsführender Stadtrat                                                        | Richard Nathschläger | ÖVP    | Allgemeine Verwaltungsangelegenheiten (Verwaltungsgruppe XI)                   |
| Vorzeitig ausgeschiedene Mitglieder der Landesregierung                       |                      |        |                                                                                |
| Amtsführender Stadtrat                                                        | Erich Exel           | ÖVP    | Allgemeine Verwaltungsangelegenheiten (Verwaltungsgruppe XI)                   |
| Amtsführender Stadtrat                                                        | Anton Rohrhofer      | ÖVP    | Baubehördliche und sonstige technische Angelegenheiten (Verwaltungsgruppe VII) |